# MovieNEX
MovieNEX（ムービー・ネックス）は、ウォルト・ディズニー・ジャパンが日本市場において独自に定義するパッケージ商品で、Blu-ray Disc、DVD、携帯端末で再生できるデジタルコピーのダウンロード権、MovieNEXワールド（作品に関する様々な体験が楽しめる進化型コンテンツ）へのアクセス権を含めたパッケージ。最初に発売されたのは2013年11月20日発売の『ミッキーのクリスマスキャロル』である。

## 概要
従来の映像作品は、Blu-ray DiscやDVDといった物理メディアで販売されていた。スマートフォンやタブレットの普及により、携帯端末での動画閲覧が習慣付いたことから、マルチデバイスで再生できるデジタルコンテンツの需要が高まったことを受け、クラウド対応のデジタルコピーダウンロード権も含めたパッケージ商品を発売するに至った。
形式上はいわゆる「ブルーレイ+DVDセット」であるが、宣伝などでは「MovieNEX」である事が強調されている。パッケージはBlu-rayのケースを白色にした仕様であり、更に上部分のBlu-rayのロゴは「Disney」、「Disney・PIXAR」、「MARVEL」、「MARVEL STUDIOS」や、「STAR WARS」といった独自の物に変更されており、ジャケット背面にもBlu-rayやDVDのロゴは記載されていない。
『パイレーツ・オブ・カリビアン/最後の海賊』以降の作品は、4K Ultra HD Blu-rayとBlu-ray Disc、Blu-ray 3D（3D映画として制作された作品）のセット商品である「4K UHD MovieNEX」としても発売されている。パッケージも独自仕様ではなく、通常の4K Ultra HD Blu-rayソフトと同様の物を採用している。
『美女と野獣』（実写版）までの3D映画のBlu-ray 3Dに関しては、購入者限定で別売りする方式に変更されていた。ただし、オンライン通販限定でMovieNEXとBlu-ray 3Dのセット商品が限定販売されていた。『パイレーツ・オブ・カリビアン/最後の海賊』以降は「4K UHD MovieNEX」に収録される形でBlu-ray 3Dの一般流通が復活したのと引き換えに、通常のMovieNEX購入者向けの別売り販売は廃止された。
なお、MovieNEX形態で発売される作品は、Blu-rayのみ、DVDのみといった単品を、後日廉価版として販売することは無い。『アベンジャーズ』のように、MovieNEXとの兼ね合いや発売時期の関係で廉価版が発売されなかった例もある。MovieNEX導入後も作品によっては通常のBlu-rayやDVDで発売されているが、こちらも基本的に廉価版の販売はされていない。
廉価版が発売済みの旧作がMovieNEXで発売されると、以前の廉価版は出荷停止となる。また、新作映画と違い、映像特典ディスクは付属しない。
MovieNEXはディスクの種類（Blu-ray DiscやDVDなど）や枚数に関係なく、1パッケージにひとつの規格品番が割り当てられる。形態分類コードはAであり、VWASに続く4桁の数字で構成されている。
個人情報保護強化の観点から、サービスの利用条件が見直されることになったため、2021年6月24日以降は13歳未満のディズニーアカウントでは本サービスが利用できなくなった。
2024年4月24日発売の『ウィッシュ』を最後にMovieNEXは発売されておらず、販売元がハピネット（ハピネット・メディアマーケティング）に移管された『デッドプール&ウルヴァリン』以降はデジタルコピーが含まれない通常のBlu-ray+DVDセットおよび4K Ultra HD Blu-ray+Blu-rayセットの形態で発売されている。ただし、パッケージはMovieNEXと同様のものが使われている。
2025年4月30日、ディズニーは同年9月30日で本サービスを終了することを発表した。

## 他社作品での展開
1996年にウォルト・ディズニー・カンパニーがスタジオジブリとの間で事業提携を締結した。それに伴い、スタジオジブリが製作した作品のソフト販売をウォルト・ディズニー・ジャパンが担当することになったが、スタジオジブリ関連作品のソフトに関してはMovieNEX導入後も同サービスは採用されていない。
2019年3月にウォルト・ディズニー・カンパニーが21世紀フォックスの映画・テレビ部門を買収した。それに伴い、日本での20世紀スタジオ及びサーチライト・ピクチャーズ作品の発売元が、2020年5月より、20世紀フォックス ホーム エンターテイメント ジャパン（20thFOX HEJ）からウォルト・ディズニー・ジャパンに変更となった。20thFOX HEJはその以前より「ブルーレイ+DVDセット」での販売を行っていたが、以後も仕様は変わることなく、MovieNEXとも扱われていない。
その一方で、円谷プロダクション（円谷プロ）の作品である『ウルトラQ』や『ウルトラマン』に「TSUBURAYA MovieNEX」が採用されており、MovieNEXの登録商標がディズニーである旨が記載されているプレスリリースもある。なお、円谷プロのMovieNEXはディズニーのシステムとは異なっているため、ディズニーのMovieNEX会員であっても再度会員登録などの設定が必要となる。なお、円谷プロは同サービスは2023年2月に終了し、「TSUBURAYA IMAGINATION」に移行することを2022年12月に発表している。

## デジタルコピー
1つのパッケージ商品につき最大2つの配信プラットフォーム（Google Playまたはミレール）を登録できる。ウォルト・ディズニー・ジャパンはMovieNEXの導入前、iTunes向けのデジタルコピーが付属したBlu-rayを発売していたが、こちらのデジタルコピーはオンラインでのストリーミング再生を前提としたクラウド対応である。Google Playでは、ストリーミングに加え、デジタルコピーを端末に直接ダウンロードする事も可能である。なお、MovieNEX以前のパッケージの購入者向けに、デジタルコピーのみを低価格で販売している。
かつてはbonoboでも登録できたが、2017年6月30日にサービス終了したため、それ以降は登録できなくなり、bonoboでデジタルコピーを登録していた利用者についてはひかりTVに移行する措置を行った。
また、niconicoデジタルコピーでも登録できたが、2020年1月31日にサービス終了したため、niconicoでデジタルコピーを登録していた利用者については同年1月15日から新たにデジタルコピーの登録を開始したミレールに移行する措置を行った。
Google Playでは2023年6月までに発売された商品は2024年3月31日に本編取得有効期限の使用をもって終了した。2023年7月以降に発売された商品は使用不可となっている。
2025年9月30日でMovieNEXサービスを終了するのに伴い、デジタルコピーについても同日付で終了する予定。デジタルコピーの取得期限が2025年10月以降になっているコンテンツについても前倒しで終了する。

## MovieNEXワールド
MovieNEXクラブ内に設けられた専用サイト。MovieNEX商品パッケージに封入されている「Magicコード」を入力することでログインできる。限定映像、限定ダウンロード、特別イベントやプレゼントへの応募、映画関連グッズのクーポン等が提供されている。

## 主な作品

### ディズニー
- 1. アナと雪の女王（2014年7月16日発売、2019年7月24日発売）（102分）
- 2. アナと雪の女王2（2020年5月13日発売）（103分）
- 3. アラジン（アニメ版）（2015年10月21日発売、2019年10月9日発売、2022年3月9日発売）（91分）
- 4. アラジン（実写版）（2019年10月9日発売）（128分）
- 5. アラジン完結編　盗賊王の伝説（2015年10月21日発売）（82分）
- 6. アラジン　ジャファーの逆襲（2015年10月21日発売）（69分）
- 7. アリス・イン・ワンダーランド（2016年11月2日発売）（109分）
- 8. アリス・イン・ワンダーランド/時間の旅（2016年11月2日発売）（112分）
- 9. インディ・ジョーンズと運命のダイヤル（2023年12月15日発売）（154分）
- 10. イントゥ・ザ・ウッズ（2015年7月10日発売）（125分）
- 11. ウィッシュ（2024年4月24日発売）（95分）
- 12. ウォルト・ディズニーの約束（2014年8月6日発売）（126分）
- 13. くまのプーさん 完全保存版（2017年7月19日発売、2022年3月9日発売）（74分）
- 14. クルエラ（2021年8月18日発売）（134分）
- 15. 白雪姫（2016年5月18日発売、2022年3月9日発売）（83分）
- 16. ジャングル・クルーズ（2021年10月6日発売）（128分）
- 17. ジャングル・ブック（アニメ版）（2014年3月19日発売）（78分）
- 18. ジャングル・ブック（2016年の実写版）（2016年12月16日発売）（106分）
- 19. シュガー・ラッシュ（2018年12月5日発売、2019年4月24日発売）（102分）
- 20. シュガー・ラッシュ:オンライン（2019年4月24日発売）（112分）
- 21. シンデレラ（アニメ版）（2015年3月18日発売、2018年9月5日発売、2022年3月9日発売）（74分）
- 22. シンデレラ（実写版）（2015年9月2日発売、2018年9月5日発売、2019年5月22日発売）（105分）
- 23. ズートピア（2016年8月24日発売）（108分）
- 24. ストレンジ・ワールド/もうひとつの世界（2023年3月8日）（102分）
- 25. ターザン（2014年3月19日発売、2022年3月9日発売）（88分）
- 26. ダンボ（2019年7月17日発売）（112分）
- 27. 塔の上のラプンツェル（2014年7月16日発売）（101分）
- 28. トゥモローランド（2015年10月7日発売）（130分）
- 29. 眠れる森の美女（2014年7月2日発売、2018年9月5日発売、2019年10月9日発売、2022年3月9日発売）（75分）
- 30. ノートルダムの鐘（2017年6月21日発売、2022年3月9日発売）（91分）
- 31. パイレーツ・オブ・カリビアン/呪われた海賊たち（2013年12月18日発売）（143分）
- 32. パイレーツ・オブ・カリビアン/デッドマンズ・チェスト（2013年12月18日発売）（150分）
- 33. パイレーツ・オブ・カリビアン/ワールド・エンド（2013年12月18日発売）（169分）
- 34. パイレーツ・オブ・カリビアン/生命の泉（2013年12月18日発売）（136分）
- 35. パイレーツ・オブ・カリビアン/最後の海賊（2017年11月8日発売）（129分）
- 36. バンビ（2018年2月2日発売、2022年3月9日発売）（70分）
- 37. 美女と野獣（アニメ版）（2015年3月18日、2017年4月5日発売、2018年9月5日発売、2019年10月9日発売、2022年3月9日発売）（85分）
- 38. 美女と野獣（実写版）（2017年10月4日発売、2018年9月5日発売、2019年10月9日発売）（129分）
- 39. 美女と野獣 ベルの素敵なプレゼント（2017年11月22日発売）（71分）
- 40. ピノキオ（2017年6月21日発売）（88分）
- 41. 101匹わんちゃん（2015年3月18日発売、2022年3月9日発売）（79分）
- 42. プーと大人になった僕（2018年12月19日発売）（104分）
- 43. ふしぎの国のアリス（2016年11月2日発売、2022年3月9日発売）（75分）
- 44. プリンセスと魔法のキス（2019年4月24日発売）（97分）
- 45. プレーンズ（2014年4月23日発売）（92分）
- 46. プレーンズ2/ファイアー&レスキュー（2014年11月19日発売）（84分）
- 47. ベイマックス（2015年4月24日発売）（102分）
- 48. ヘラクレス（2014年3月19日発売、2022年3月9日発売）（94分）
- 49. ホーンテッドマンション（2023年版）（2024年1月5日発売）（123分）
- 50. ポカホンタス（2019年4月24日発売、2022年3月9日発売）（81分）
- 51. マレフィセント（2014年12月3日発売、2018年9月5日発売、2019年10月9日発売）（97分）
- 52. マレフィセント2（2020年2月5日発売）（118分）
- 53. ミッキーのクリスマスキャロル（2013年11月20日、2014年11月5日、2015年11月18日、2016年11月2日発売）（26分）
- 54. ミラベルと魔法だらけの家（2022年2月18日発売）（102分）
- 55. ムーラン（アニメ版）（2019年4月24日発売、2022年3月9日発売）（88分）
- 56. ムーラン（実写版）（2020年11月20日発売）（115分）
- 57. メリー・ポピンズ（2014年3月5日発売、2019年6月5日発売）（139分）
- 58. メリー・ポピンズ リターンズ（2019年6月5日発売）（131分）
- 59. モアナと伝説の海（2017年7月5日発売）（107分）
- 60. ラーヤと龍の王国（2021年5月21日発売）（108分）
- 61. ライオン・キング（アニメ版）（2015年12月16日発売、2019年12月4日発売、2022年3月9日発売）（89分）
- 62. ライオン・キング（実写版）（2019年12月4日発売）(119分)
- 63. ライオン・キング2 シンバズ・プライド（2015年12月16日発売）（81分）
- 64. ライオン・キング3 ハクナ・マタタ（2015年12月16日発売）（76分）
- 65. リトル・マーメイド（アニメ版）（2015年7月17日発売、2019年6月19日発売、2022年3月9日発売、2023年9月20日発売）（83分）
- 66. リトル・マーメイド（実写版）（2023年9月20日発売）（135分）
- 67. リトル・マーメイドII Return to The Sea（2015年7月17日発売）（75分）
- 68. リトル・マーメイドIII はじまりの物語（2015年7月17日発売）（77分）
- 69. ローン・レンジャー（2014年1月15日発売）（149分）
- 70. わんわん物語（2018年3月20日発売、2022年3月9日発売）（76分）

### ピクサー
- 1. 2分の1の魔法（2020年12月16日発売）（102分）
- 2. あの夏のルカ（2021年9月1日発売）（96分）
- 3. アーロと少年（2016年7月6日発売、2020年11月18日発売）（94分）
- 4. インクレディブル・ファミリー（2018年11月21日発売、2020年11月18日発売）（118分）
- 5. インサイド・ヘッド（2015年11月18日発売、2020年11月18日発売）（95分）
- 6. ウォーリー（2015年7月2日発売、2020年11月18日発売）（98分）
- 7. カーズ（2014年4月23日発売、2020年11月18日発売、2021年7月16日発売）（117分）
- 8. カーズ2（2014年4月23日発売、2020年11月18日発売、2021年7月16日発売）（106分）
- 9. カーズ/クロスロード（2017年11月22日発売、2020年11月18日発売、2021年7月16日発売）（102分）
- 10. カールじいさんの空飛ぶ家（2015年11月18日発売、2020年11月18日発売）（96分）
- 11. ソウルフル・ワールド（2021年4月28日発売）（101分）
- 12. トイ・ストーリー（2013年11月20日発売、2019年11月2日発売、2020年11月18日発売）（81分）
- 13. トイ・ストーリー2（2013年11月20日発売、2019年11月2日発売、2020年11月18日発売）（92分）
- 14. トイ・ストーリー3（2013年11月20日発売、2019年11月2日発売、2020年11月18日発売）（103分）
- 15. トイ・ストーリー4（2019年11月2日発売、2020年11月18日発売）（100分）
- 16. バグズ・ライフ（2016年3月2日発売、2020年11月18日発売）（96分）
- 17. バズ・ライトイヤー（2022年10月7日発売）（105分）
- 18. ファインディング・ドリー（2016年11月22日発売、2020年11月18日発売）（97分）
- 19. ファインディングニモ（2016年4月20日発売、2020年11月18日発売）（101分）
- 20. マイ・エレメント（2023年11月15日発売）（101分）
- 21. Mr.インクレディブル（2015年7月2日発売、2020年11月18日発売）（115分）
- 22. メリダとおそろしの森（2016年3月2日発売、2020年11月18日発売）（94分）
- 23. モンスターズ・インク（2013年11月20日発売、2020年11月18日発売、2021年7月16日発売）（93分）
- 24. モンスターズ・ユニバーシティ（2013年11月20日発売、2020年11月18日発売、2021年7月16日発売）（104分）
- 25. リメンバー・ミー（2018年7月18日発売、2020年11月18日発売）（105分）
- 26. レミーのおいしいレストラン（2016年11月22日発売、2020年11月18日発売）（111分）
- 27. 私ときどきレッサーパンダ（2022年6月10日発売）（100分）

### スター・ウォーズ
- 1. スター・ウォーズ/フォースの覚醒（2016年5月4日発売）（新ビジュアル版2021年12月10日発売）（136分）
- 2. ローグ・ワン/スター・ウォーズ・ストーリー（2017年4月28日発売）（133分）
- 3. スター・ウォーズ/最後のジェダイ（2018年4月25日発売）（新ビジュアル版2021年12月10日発売）（152分）
- 4. ハン・ソロ/スター・ウォーズ・ストーリー（2018年10月17日発売）（135分）
- 5. スター・ウォーズ/スカイウォーカーの夜明け（2020年4月29日発売）（142分）
- 6. スター・ウォーズ エピソード1/ファントム・メナス（2021年12月10日発売）（133分）
- 7. スター・ウォーズ エピソード2/クローンの攻撃（2021年12月10日発売）（140分）
- 8. スター・ウォーズ エピソード3/シスの復讐（2021年12月10日発売）（142分）
- 9. スター・ウォーズ エピソード4/新たなる希望（2021年12月10日発売）（121分）
- 10. スター・ウォーズ エピソード5/帝国の逆襲（2021年12月10日発売）（127分）
- 11. スター・ウォーズ エピソード6/ジェダイの帰還（2021年12月10日発売）（136分）

### マーベル
- 1. アイアンマン2（2018年4月4日発売）（124分）
- 2. アイアンマン3（2015年6月24日発売）（130分）
- 3. アベンジャーズ（2015年6月24日発売、2019年9月4日発売）（143分）
- 4. アベンジャーズ/インフィニティ・ウォー（2018年9月5日発売、2019年9月4日発売）（150分）
- 5. アベンジャーズ/エイジ・オブ・ウルトロン（2015年11月4日発売、2019年9月4日発売）（141分）
- 6. アベンジャーズ/エンドゲーム（2019年9月4日発売）（181分）
- 7. アントマン（2016年1月20日発売）（117分）
- 8. アントマン&ワスプ（2019年1月9日発売）（118分）
- 9. アントマン&ワスプ:クアントマニア（2023年7月12日発売）（125分）
- 10. エターナルズ（2022年3月4日発売）（157分）
- 11. ガーディアンズ・オブ・ギャラクシー（2015年1月21日発売）（122分）
- 12. ガーディアンズ・オブ・ギャラクシー:リミックス（2017年9月6日発売）（136分）
- 13. ガーディアンズ・オブ・ギャラクシー:VOLUME 3（2023年8月2日発売）（150分）
- 14. キャプテン・アメリカ/ザ・ファースト・アベンジャー（2018年4月4日発売、2021年7月16日発売）（124分）
- 15. キャプテン・アメリカ/ウィンター・ソルジャー（2014年9月3日発売、2021年7月16日発売）（136分）
- 16. キャプテン・マーベル（2019年7月17日発売）（124分）
- 17. シビル・ウォー/キャプテン・アメリカ（2016年9月16日発売、2021年7月16日発売）（148分）
- 18. シャン・チー/テン・リングスの伝説（2021年12月10日発売）（132分）
- 19. ソー:ラブ&サンダー（2022年10月26日発売）（119分）
- 20. ドクター・ストレンジ（2017年6月2日発売）（115分）
- 21. ドクター・ストレンジ/マルチバース・オブ・マッドネス（2022年8月5日発売）（126分）
- 22. ブラック・ウィドウ（2021年9月1日発売）（133分）
- 23. ブラックパンサー（2018年7月4日発売）（134分）
- 24. ブラックパンサー/ワカンダ・フォーエバー（2023年3月29日発売）（161分）
- 25. マイティ・ソー（2018年4月4日発売、2021年7月16日発売）（114分）
- 26. マイティ・ソー/ダーク・ワールド（2014年7月2日発売、2021年7月16日発売）（112分）
- 27. マイティ・ソー バトルロイヤル（2018年3月7日発売、2021年7月16日発売）（136分）
- 28. マーベルズ（2024年3月13日発売）（105分）